# Un espárrago

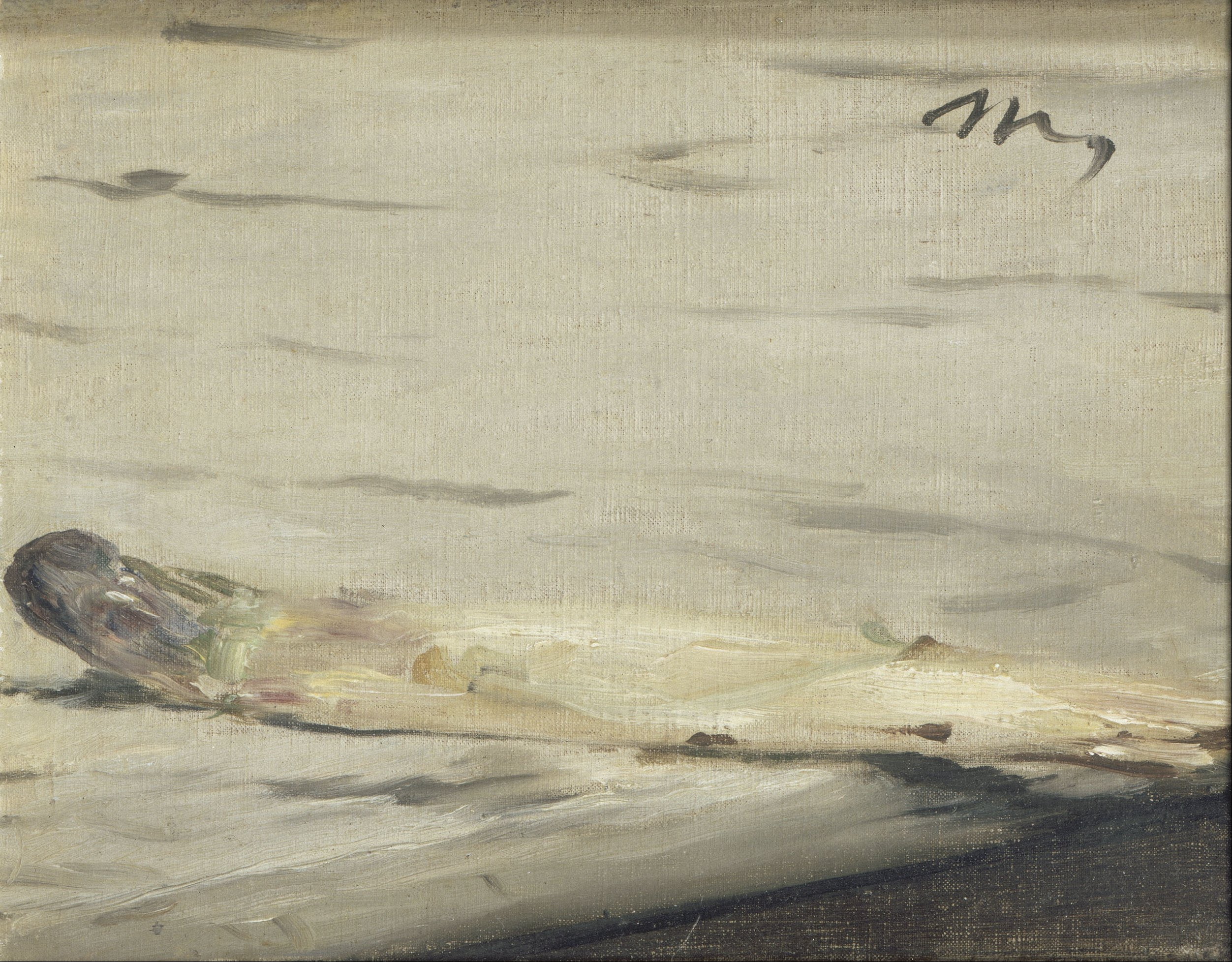
El espárrago.

Un espárrago o El espárrago  (en francés: L’asperge) es una naturaleza muerta al óleo sobre lienzo de 1880 de 16,5 x 21,5 cm de Édouard Manet. El cuadro, pintado en estilo impresionista, muestra un único espárrago sobre una tabla de mármol. Manet pintó el cuadro como regalo a su amigo Charles Ephrussi. Pertenece a la colección del Museo de Orsay de París.

## Descripción
La imagen muestra un único espárrago sobre una tabla de mármol. La encimera de mármol, parte de una mesa o el final de un aparador, ocupa casi todo el lienzo. Un borde se extiende en diagonal desde la esquina inferior izquierda al frente hasta el borde derecho de la imagen. Abajo, en la esquina derecha, el cuadro está pintado en tonos marrones oscuros. Esta podría ser la subestructura de madera de un aparador o la zona de sombra de una mesa. La losa de mármol está pintada en blanco roto, con unas pinceladas vivas y verticales en gris oscuro, que sugieren las vetas del mármol. La firma, una "M" de Manet, se aprecia en la superficie de mármol en la parte superior derecha.
La ramita de espárrago se encuentra casi horizontalmente sobre la superficie de mármol, paralela al borde inferior de la imagen, con la cabeza ligeramente curvada hacia arriba. Mientras que esta casi toca el borde izquierdo de la imagen, el otro extremo se extiende sobre el borde inclinado de la mesa hasta el borde derecho de la imagen y está parcialmente cortado por él. El espárrago descansa así en gran parte sobre la losa de mármol, mientras que la punta de la cabeza y parte del extremo inferior quedan en el aire. El espárrago tiene un rico esquema de color. Se pueden encontrar tonos blancos y amarillos en el medio, con áreas individuales de marrón agregadas en la parte inferior. En la cabeza del espárrago hay una aplicación de color de blanco, marrón claro, marrón oscuro, amarillo, verde claro, verde oscuro, azul, morado, violeta y rojo claro. Con pinceladas individuales claramente reconocibles y toques de color, Manet muestra su estilo pictórico impresionista. Algunas sombras debajo de los dos extremos del espárrago sugieren una fuente de luz sobre el vegetal.
La historiadora del arte Manuela B. Mena Marqués destacó que a pesar de la sencillez del tema, Manet logró pintar a la perfección la naturaleza, la luz y el color. Fue una tarea difícil pintar la verdura de color amarillo-blanco en una mesa con casi el mismo color. La directora del museo, Françoise Cachin, destacó la acertada ligereza del cuadro, citando “... con el fondo claro, con el delicado juego de azules y grises entre la ramita de espárrago y la losa de mármol, y algunas salpicaduras vivaces de color en la punta del espárrago, Manet se entrega a una pintura completamente casual. Al mismo tiempo demuestra sus enormes habilidades manuales. . . “. El filósofo francés Georges Bataille subrayó esto: "Las maravillosas naturalezas muertas de Manet están ... muy alejadas de lo decorativo". El espárrago “... ilumina el deslizamiento de las cosas hacia el mundo de la indiferencia". Para Bataille, El espárrago es “ naturaleza muerta, pero aún naturaleza, es decir, vida alegre." 

## Historia
El banquero y coleccionista de arte Charles Ephrussi visitó a Manet en su estudio en 1880 y vio la naturaleza muerta Un paquete de espárragos, que acababa de terminar (Wallraf-Richartz-Museum & Fondation Corboud, Colonia). Esta pintura muestra un manojo de espárragos sobre una mesa contra un fondo oscuro, un motivo familiar de la pintura barroca holandesa. Manet cotizó un precio de compra de 800 francos y Ephrussi adquirió la pintura. Sin embargo, en lugar de la cantidad exigida, Ephrussi envió al pintor 1.000 francos. Como agradecimiento a su generosidad, Manet pintó el cuadro mucho más pequeño El espárrago y se lo envió a Ephrussi con el mensaje "Il en manquait une à votre botte" ("Faltaba una [ramita] en su paquete"). El regalo de Manet a Ephrussi se diferenciaba no sólo en el formato y el motivo, sino sobre todo en el colorido y el estilo pictórico del paquete de espárragos que había comprado. La imagen mucho más clara El espárrago muestra un estilo pictórico mucho más libre.

En la década de 1860, Manet creó varios bodegones en los que dispuso varios objetos, basándose en la pintura tradicional de bodegones. Por ejemplo, su pintura El salmón (Shelburne Museum, Shelburne) muestra no solo el pez del mismo nombre sobre un plato en el centro del cuadro, sino también otros objetos como dos botellas, un vaso, un cuenco, un salero, limones y cubiertos. Hacia el final de su vida, a partir de 1880, redujo el número de objetos en sus naturalezas muertas hasta que finalmente creó pinturas con un solo objeto. Pintó cuadros como El limón (Museo de Orsay, París) o Manzana en un plato (colección particular). Françoise Cachin describió las representaciones de objetos individuales de Manet como "extractos, quintaesencias de la pintura".

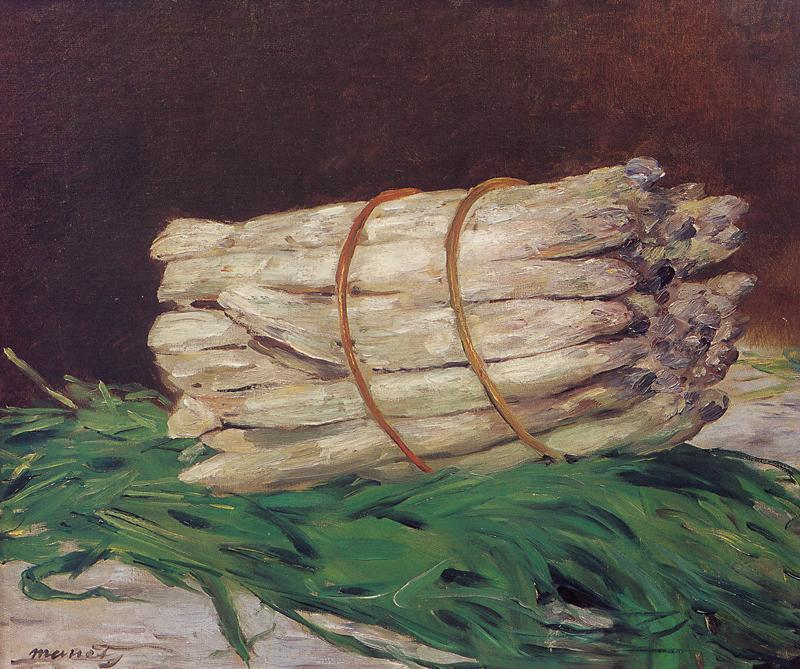
Édouard Manet: El manojo de espárragos, 1880.
Édouard Manet: El salmón, 1866–1869.
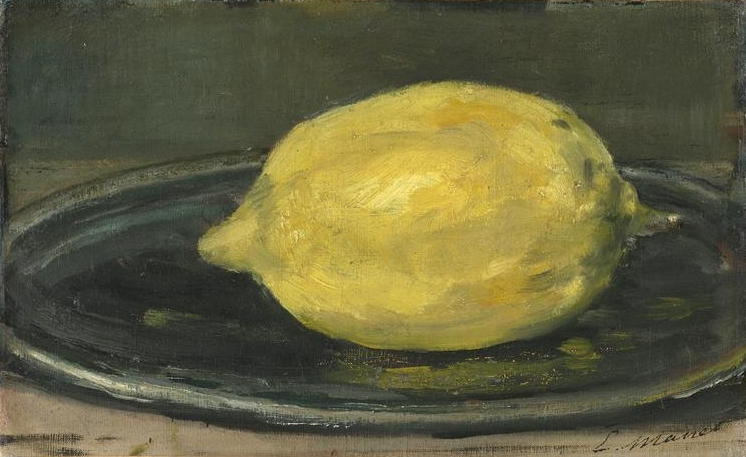
Édouard Manet: El limón, 1880–1881.
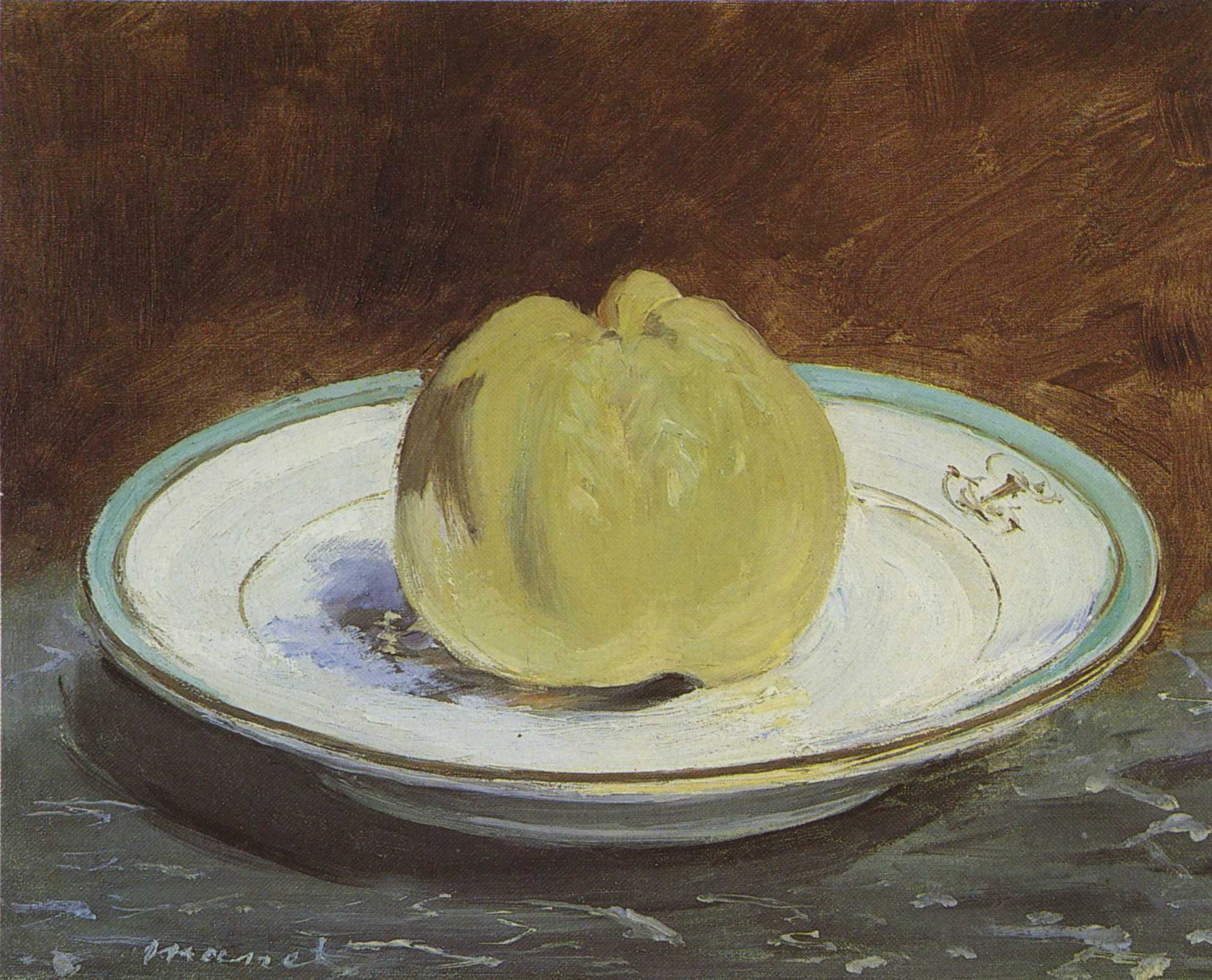
Édouard Manet: Manzana en un plato, 1880–1882.

## Procedencia
Manet le regaló la pintura a Charles Ephrussi en 1880. Después de su muerte, fue adquirida por el concesionario de arte Bernheim-Jeune y luego pasó a formar parte de la colección privada de Gaston Bernheim-Jeune. En 1951, el marchante y coleccionista de arte con sede en Nueva York, Sam Salz, compró la pintura, que donó al Museo del Louvre en 1959. De 1959 a 1986 el cuadro estuvo expuesto en la Galería Nacional del Juego de Palma. Forma parte de la colección del Museo de Orsay desde 1986. Las dos pinturas, El espárrago y El paquete de espárragos rara vez se mostraban juntas después de la muerte de Ephrussi en 1905. Estas ocasiones incluyen las exposiciones de Manet en Gentofte y en Madrid en 2003/4. Más recientemente, ambas imágenes se combinaron en exposiciones en 2017-2018 en Washington, D. C. y 2019 en Chicago.